# Paul Dano
Paul Franklin Dano (New York City, New York, 1984. június 19. –) amerikai színész, filmrendező, forgatókönyvíró, filmproducer és zenész.
Karrierjét a Broadwayen kezdte, mielőtt a The Newcomers (2000) filmjével debütált.

## Fiatalkora
Dano New York Cityben született, Gladys és Paul A. Dano fiaként. Van egy Sarah nevű húga. Dano gyermekkorának első néhány évét New York City-ben töltötte, és kezdetben a Browning iskolába járt, apja pedig New Yorkban üzletemberként dolgozott.
Gyermekként Dano családja New Canaanba (Connecticut) költözött, majd végül Wiltonban telepedtek le. Dano ott folytatta tanulmányait a Wilton Középiskolában, 2002-ben végzett és a New York-i Eugene Lang Főiskolára járt. Részt vett a közösségi színházban, és míg New Canaanban szerepelt, szüleit arra buzdították, hogy vigyék New Yorkba.

## Magánélete
Dano 2007 óta kapcsolatban áll Zoe Kazan színésznővel és forgatókönyvíróval. 2018 augusztusában született közös kislányuk. Boerum Hill-ben (Brooklyn) élnek.

## Filmográfia

### Film

#### Rendező, író és producer
| Év   | Magyar cím     | Eredeti cím | Feladatkör | Feladatkör | Feladatkör |
| Év   | Magyar cím     | Eredeti cím | Rendező    | Író        | Producer   |
| ---- | -------------- | ----------- | ---------- | ---------- | ---------- |
| 2008 | Falrengető     | Gigantic    | Nem        | Nem        | Vezető     |
| 2012 |                | For Ellen   | Nem        | Nem        | Vezető     |
| 2012 | Fejbenjáró bűn | Ruby Sparks | Nem        | Nem        | Vezető     |
| 2018 | Vadon          | Wildlife    | Igen       | Igen       | Igen       |

#### Színész
| Év   | Magyar cím                   | Eredeti cím                 | Szerep                    | Magyar hang       | Rendező                                 |
| ---- | ---------------------------- | --------------------------- | ------------------------- | ----------------- | --------------------------------------- |
| 2000 |                              | The Newcomers               | Joel                      |                   | James Allen Bradley                     |
| 2001 |                              | L.I.E.                      | Howie Blitzer             |                   | Michael Cuesta                          |
| 2002 | Császárok klubja             | The Emperor's Club          | Martin Blythe             | Gacsal Ádám       | Michael Hoffman                         |
| 2004 | Szüzet szüntess              | The Girl Next Door          | Klitz                     | Szvetlov Balázs   | Luke Greenfield                         |
| 2004 | Életeken át                  | Taking Lives                | Asher fiatalon            | Molnár Levente    | D. J. Caruso                            |
| 2005 | Jack és Rose balladája       | The Ballad of Jack and Rose | Thaddius                  | Előd Álmos        | Rebecca Miller                          |
| 2005 | A Király                     | The King                    | Paul                      | Előd Botond       | James Marsh                             |
| 2006 | A család kicsi kincse        | Little Miss Sunshine        | Dwayne                    | Előd Álmos        | Jonathan Dayton és Valerie Faris (1.)   |
| 2006 | Megetetett társadalom        | Fast Food Nation            | Brian                     | Szalay Csongor    | Richard Linklater                       |
| 2007 |                              | Weapons                     | Chris                     |                   | Adam Bhala Lough                        |
| 2007 | Vérző olaj                   | There Will Be Blood         | Paul Sunday / Eli Sunday  | Bódy Gergely      | Paul Thomas Anderson                    |
| 2008 |                              | Explicit Ills               | Rocco                     |                   | Mark Webber                             |
| 2008 |                              | Light and the Sufferer      | Don ("Villám")            |                   | Christopher Peditto                     |
| 2008 | Falrengető                   | Gigantic                    | Brian Weathersby          |                   | Matt Aselton                            |
| 2009 | Woodstock a kertemben        | Taking Woodstock            | Volkswagenes fiú          | Morvay Gábor      | Ang Lee                                 |
| 2009 |                              | The Good Heart              | Lucas                     |                   | Dagur Kári                              |
| 2009 | Ahol a vadak várnak          | Where the Wild Things Are   | Alexander (hangja)        | Elek Ferenc       | Spike Jonze                             |
| 2010 | Pótpasi                      | The Extra Man               | Louis Ives                | Czető Roland      | Shari Springer Berman és Robert Pulcini |
| 2010 |                              | Meek's Cutoff               | Thomas Gately             |                   | Kelly Reichardt                         |
| 2010 | Kéjjel-nappal                | Knight and Day              | Simon Feck                | Karácsonyi Zoltán | James Mangold                           |
| 2011 | Cowboyok és űrlények         | Cowboys & Aliens            | Percy Dolarhyde           | Kovács Lehel      | Jon Favreau                             |
| 2012 | Mocsokváros utcáin           | Being Flynn                 | Nick Flynn                | Ötvös András      | Paul Weitz                              |
| 2012 | Fejbenjáró bűn               | Ruby Sparks                 | Calvin Weir-Fields        | Szatory Dávid     | Jonathan Dayton és Valerie Faris (2.)   |
| 2012 | Looper – A jövő gyilkosa     | Looper                      | Seth                      | Szabó Máté        | Rian Johnson                            |
| 2012 |                              | For Ellen                   | Joby                      |                   | So Yong Kim                             |
| 2013 | 12 év rabszolgaság           | 12 Years a Slave            | John Tibeats              | Karácsonyi Zoltán | Steve McQueen                           |
| 2013 | Fogságban                    | Prisoners                   | Alex Jones                | Bódy Gergely      | Denis Villeneuve                        |
| 2014 | Szeretet és köszönet         | Love & Mercy                | Brian Wilson              | Baráth István     | Bill Pohlad                             |
| 2015 | Ifjúság                      | Youth                       | Jimmy Tree                | Fehér Tibor       | Paolo Sorrentino                        |
| 2016 | Az ember, aki mindent tudott | Swiss Army Man              | Hank                      |                   | Daniel Scheinert és Daniel Kwan         |
| 2017 |                              | Okja                        | Jay                       |                   | Pong Dzsunho                            |
| 2021 | A bűnös                      | The Guilty                  | Matthew Fontenot (hangja) | Kovács Lehel      | Antoine Fuqua                           |
| 2022 | Batman                       | The Batman                  | Edward Nashton / Rébusz   | Fehér Tibor       | Matt Reeves                             |
| 2022 | A Fabelman család            | The Fabelmans               | Burt Fabelman             | Kovács Lehel      | Steven Spielberg                        |
| 2022 | A Fabelman család            | The Fabelmans               | Burt Fabelman             | Mészáros Béla     | Steven Spielberg                        |
| 2023 | Pénzeső                      | Dumb Money                  | Keith Gill                | Kovács Lehel      | Craig Gillespie                         |
| 2024 | Az űrhajós                   | Spaceman                    | Hanuš (hangja)            | Molnár Levente    | Johan Renck                             |

### Televízió

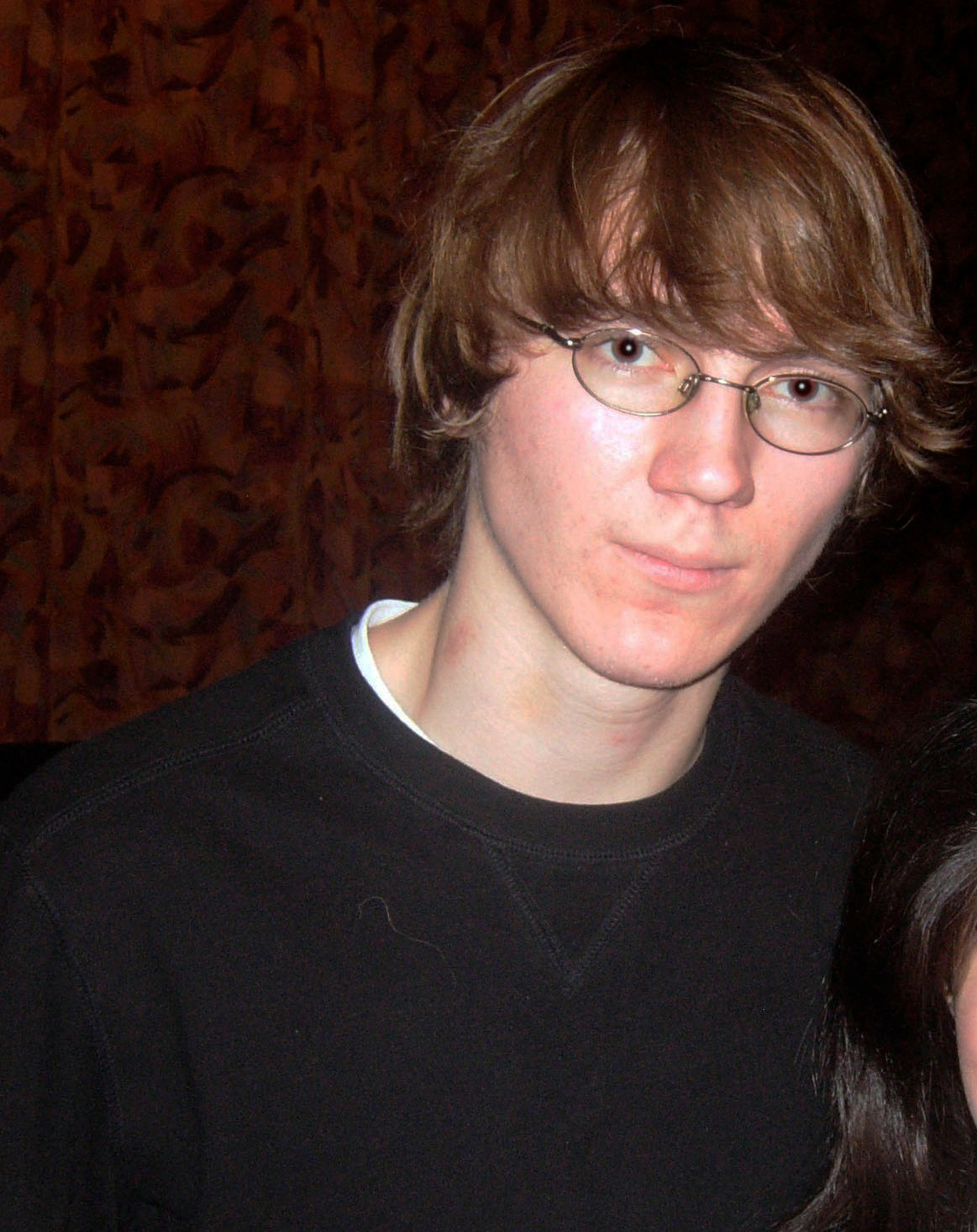
2007-ben

| Év        | Magyar cím          | Eredeti cím           | Szerep                 | Megjegyzések                                             |
| --------- | ------------------- | --------------------- | ---------------------- | -------------------------------------------------------- |
| 1998      |                     | Smart Guy             | Nicholas               | 1 epizód                                                 |
| 2002      |                     | Too Young to Be a Dad | Matt Freeman           | tévéfilm                                                 |
| 2002–2004 | Maffiózók           | The Sopranos          | Patrick Whalen         | 2 epizód                                                 |
| 2016      | Háború és béke      | War & Peace           | Pierre Bezukhov        | - minisorozat (6 epizód) - magyar hangja: - Kovács Lehel |
| 2018      | Szökés Dannemorából | Escape at Dannemora   | David Sweat            | - minisorozat (7 epizód) - magyar hangja: - Fehér Tibor  |
| 2022      | Saturday Night Live | Saturday Night Live   | önmaga                 | 1 epizód                                                 |
| 2022–2023 | Pantheon            | Pantheon              | Caspian Keyes (hangja) | - 16 epizód - magyar hangja: - Berkes Bence              |
| 2024      | Mr. és Mrs. Smith   | Mr. & Mrs. Smith      | Harris Materbach       | - 3 epizód - magyar hangja: - Hamvas Dániel              |